# Multiza
Multiza — российская платформа для цифровой дистрибуции музыки, видео и книг.

## История

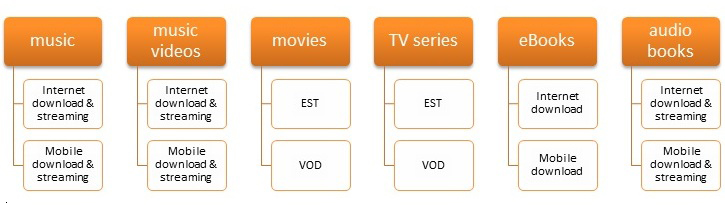
Модель дистрибуции Multiza

Компания создана в 2006 году в Москве. Владельцем и генеральным директором является Андрей Воляник. Имеет офисы в Канаде и Дубае.
Multiza сотрудничает как с российскими, так и зарубежными стриминговыми сервисами, среди которых «VK Музыка», «Яндекс Музыка», «Звук», Apple Music, Spotify, Shazam, YouTube Music и другие.
Оперирует правами более 100 тысяч русскоязычных альбомов. Среди известных исполнителей: «8452», «Abyssphere», Богдан Титомир, «Вирус!», Ирина Дорофеева, «Красная плесень», «Омела», Руслан Алехно, «ТТ-34» и другие.
В декабре 2022 года компания запустила новый сервис Multiza CMS, позволяющий клиентам более гибко самостоятельно управлять дистрибуцией.
Также в декабре 2022 года стало известно, что VK ведёт переговоры с Multiza о приобретении компании.